# Scopula stipataria
Scopula stipataria är en fjärilsart som beskrevs av Walker 1861. Scopula stipataria ingår i släktet Scopula och familjen mätare. Inga underarter finns listade.